# اوکروپاتا
اوکروپاتا (به اسپانیایی: Ukrupata) یک کوه در پرو است که در Peru, Lima Region واقع شده‌است. اوکروپاتا ۵٬۳۰۰ متر بالاتر از سطح دریا واقع شده‌است.